# Photinus
Pour les articles homonymes, voir Photinus (homonymie).
Genre
Photinus est un genre d'insectes coléoptères, des lucioles (famille des Lampyridae, sous-famille des Lampyrinae). Il est le genre type de la tribu des Photinini. Ce genre comprend par exemple Photinus pyralis, un insecte du Tennessee (États-Unis).
Les mâles émettent une lumière clignotante selon un rythme et une intensité propres à leur espèce pour signaler leur présence aux femelles qui leur répondent selon le même code particulier. Mais d'autres insectes tels que les Photuris femelles utilisent ces signaux pour localiser les Photinus mâles et les attirer avec de faux signaux pour les dévorer.

## Systématique
Le plus proche parent vivant des Photinus n'est pas encore déterminé avec certitude. En morphologie, ils ressemblent beaucoup à leurs prédateurs, des Lampyridae de la sous-famille des Photurinae mais ils ne leur sont très certainement pas du tout apparentés. Le genre Ellychnia  est certainement le plus proche parent des Photinus. Les Ellychnia sont remarquables pour avoir perdu la capacité de produire de la lumière et, comme les ancêtres de toutes les lucioles, communiquent seulement avec des phéromones. 
Le genre Pyropyga est aussi un proche parent, même s'il n'est certainement pas aussi proche que Ellychnia. Ce groupe constitue le cœur de la tribu des Photinini et, en fait, il semble justifié de restreindre la tribu à ces seuls genres. Mais d'autres recherches sont encore nécessaires, en particulier à l'égard de Photinus et de Ellychnia, notamment la relation de leurs espèces types (Photinus pallens et Ellychnia corrusca) qui reste totalement inconnue, cette dernière étant de plus soupçonnée d'être une espèce cryptique complexe. Les espèces tropicales de Photinus ne sont également pas bien étudiées.

## Liste d'espèces
Selon NCBI (26 juin 2011) :
- Photinus aquilonius
- Photinus ardens
- Photinus australis
- Photinus collustrans (en)
- Photinus consanguineus (en)
- Photinus floridanus
- Photinus greeni
- Photinus ignitus (en)
- Photinus indictus (en)
- Photinus macdermotti (en)
- Photinus marginellus (en)
- Photinus obscurellus (en)
- Photinus punctulatus (en)
- Photinus pyralis
- Photinus sabulosus (en)
- Photinus tanytoxus

Selon ITIS (26 juin 2011) :
- Photinus acuminatus Green, 1956
- Photinus aquilonius Lloyd, 1969
- Photinus ardens LeConte, 1852
- Photinus australis Green, 1956
- Photinus brimleyi (en) Green, 1956
- Photinus carolinus (en) Green, 1956
- Photinus collustrans (en) LeConte, 1878
- Photinus concisus (en) Lloyd, 1968
- Photinus consanguineus (en) LeConte, 1852
- Photinus consimilis (en) Green, 1956
- Photinus cookii (en) Green, 1956
- Photinus curtatus (en) Green, 1956
- Photinus dimissus (en) LeConte, 1881
- Photinus floridanus Fall, 1927
- Photinus frosti Green, 1956
- Photinus granulatus Fall, 1927
- Photinus greeni Lloyd, 1969
- Photinus ignitus (en) Fall, 1927
- Photinus immaculatus Green, 1956
- Photinus immigrans Zaragoza & Viñolas, 2018
- Photinus indictus (en) (LeConte, 1881)
- Photinus knulli (en) Green, 1956
- Photinus lineellus LeConte, 1852
- Photinus macdermotti (en) Lloyd, 1966
- Photinus marginellus (en) LeConte, 1852
- Photinus obscurellus (en) LeConte, 1851
- Photinus punctulatus (en) LeConte, 1852
- Photinus pyralis (Linnaeus, 1767)
- Photinus sabulosus (en) Green, 1956
- Photinus scintillans (Say, 1825)
- Photinus stellaris (en) Fall, 1927
- Photinus tanytoxus Lloyd, 1966
- Photinus tenuicinctus (en) Green, 1956
- Photinus texanus (en) Green, 1956
- Photinus umbratus LeConte, 1878